# ダンシングブレーヴ
ダンシングブレーヴ（Dancing Brave、1983年5月11日 - 1999年8月2日）は、アメリカ合衆国生産、イギリス調教の競走馬・種牡馬。主な勝ち鞍は1986年の2000ギニー、エクリプスステークス、キングジョージ6世&クイーンエリザベスダイヤモンドステークス、凱旋門賞。
1980年代のヨーロッパ最強馬との声も高く、インターナショナル・クラシフィケーション（現ワールド・ベスト・レースホース・ランキング）では史上最高のレートが与えられた。1986年度ヨーロッパ年度代表馬、イギリス年度代表馬、フランス年度代表馬。
引退後は種牡馬としてイギリスと日本で繋養され、少ない産駒数からGI優勝馬を輩出した。

## 生い立ち
アメリカのグレンオーク牧場によって生産されたダンシングブレーヴは、イヤリングセールでサウジアラビアの王子であるハーリド・ビン・アブドゥッラーに20万ドルで落札されイギリスに渡る。父リファール（フランスの舞踏家セルジュ・リファールに由来）、その父ノーザンダンサー、母ナヴァホプリンセス（アメリカ先住民ナヴァホ族の王女、の意）の名にちなみ「踊る勇者」 (Dancing Brave) と名付けられた。しかしその名に反して非常におとなしい馬だったという。

## 競走馬時代
2歳時を2戦2勝で終えたダンシングブレーヴは、明け3歳になると、クレーヴンステークス（英G3）で初重賞制覇を成し遂げ、次走、初G1レースの2000ギニーでは、2着のグリーンデザートに3馬身差をつけ勝った。
エプソムダービーでは血統などからスタミナ不足が懸念されたが、結局単勝1.5倍の圧倒的な1番人気に推されることとなった。レースはスローで進み、ダンシングブレーヴは後方待機となった。直線で大外に出すがバランスを崩してほぼ最後方となり、残り2ハロンの時点で先頭のシャーラスタニとは12馬身ほどの差が開いた。しかし、ここからダンシングブレーヴは追い込み（ラスト2ハロン目が10秒3）、抜け出たシャーラスタニに迫った。だが僅かに届かず、1/2馬身差の2着に終わった。
ダービーで初めての敗北を喫したものの、その強さを知らしめたダンシングブレーヴは次走エクリプスステークスで“鉄の女”の異名で呼ばれた世界的強豪、トリプティクやベッドタイムに4馬身差以上をつけ完勝。次のキングジョージ6世&クイーンエリザベスダイヤモンドステークスでは、1番人気こそエプソムダービーに続きアイリッシュダービーを大差で制したシャーラスタニに譲ったが、ハイペースのスタミナを消耗する展開にもかかわらず、ゴール前も粘りきり、2着に3/4馬身の差をつけて優勝した。
秋初戦、凱旋門賞の叩き台となったセレクトステークス（英G3）では2着に10馬身差をつけレコードタイムで圧勝。本番の凱旋門賞では、ベーリング、シャーラスタニ、 シャーダリ、トリプティク、アカテナンゴ、ダララ、他にも東京優駿（日本ダービー）優勝馬シリウスシンボリ、チリのラスオークス優勝馬マリアフマタなど、出走15頭中11頭までがG1競走優勝馬という、1965年（優勝馬シーバードはベーリングの祖父）と並んで史上最強と称される豪華メンバーがロンシャンに集結した。レースはスローで進み、ダンシングブレーヴはダービーと同じような位置取りで後方、前から12番手。最後の直線入り口でもまだ同じ位置で、しかも前が壁になったので大外に振らざるを得なかったが、そこからラスト1ハロン10秒8の脚で豪快に差し切り、2着に入ったベーリングに1 1/2馬身差をつけコースレコード（当時）で勝利を収めた。
この後アメリカに遠征しサンタアニタパーク競馬場で行われた第3回ブリーダーズカップ・ターフに出走するも、いつもの爆発的追い込みをまったく見せないままに、マニラから大きく離された4着に敗退。間もなく関係者が引退を表明した。しかし、この敗退によってダンシングブレーヴの評価が下がることはなかった。

### 歴代最強馬の評価
ダンシングブレーヴは凱旋門賞に勝つ以前から、リボー、シーバード、ニジンスキークラスの馬として評価されていたが、並みいるメンバーが揃った凱旋門賞で劇的なレコード勝ちをしたために、高い評価が寄せられた。1977年から始められたインターナショナル・クラシフィケーションで、ダンシングブレーヴは141ポンドを与えられた。この値は、1978年に凱旋門賞を連覇したアレッジドや1981年にダービー史上最大の大差で勝ったシャーガーに与えられた140ポンドを上回って、史上最高値で、少なくとも1977年以降の世界のサラブレッドの中で最強であるということを示していた。
26年後の2012年に、過去のレートを見直して1986年の各馬のレーティングを一律3ポンド引き下げる、と報じられた。これに従うならば、歴代首位となるのは2012年に140ポンドを与えられたフランケルで、ダンシングブレーヴは138ポンドに引き下げられて歴代2位となる。この見直しには賛否が表明された。だが後に、あくまで138への引き下げは非公式のものであって、公式にはダンシングブレーヴのレートは141のままだと報じられた。

## 競走成績
| 出走日     | 競馬場           | 競走名              | 格 | 距離    | 着順 | 騎手         | 着差      | 1着（2着）馬        |
| ---------- | ---------------- | ------------------- | -- | ------- | ---- | ------------ | --------- | ------------------- |
| 1985.10.14 | サンダウン       | ドーキングS         |    | 芝8f    | 1着  | G.スターキー | 3馬身     | (Mighty Memory)     |
| 0000.11.01 | ニューマーケット | ソーハムハウスS     |    | 芝8f    | 1着  | G.スターキー | 2 1/2馬身 | (Northern Amethyst) |
| 1986.04.17 | ニューマーケット | クレイヴァンS       | G3 | 芝8f    | 1着  | G.スターキー | 1馬身     | (Faraway Dancer)    |
| 0000.05.06 | ニューマーケット | 2000ギニー          | G1 | 芝8f    | 1着  | G.スターキー | 3馬身     | (Green Desert)      |
| 0000.06.04 | エプソム         | ダービー            | G1 | 芝12f   | 2着  | G.スターキー | 1/2馬身   | Shahrastani         |
| 0000.07.05 | サンダウン       | エクリプスS         | G1 | 芝10f   | 1着  | G.スターキー | 4馬身     | (Triptych)          |
| 0000.07.26 | アスコット       | KGVI&QES            | G1 | 芝12f   | 1着  | P.J.エデリー | 3/4馬身   | (Shardari)          |
| 0000.09.12 | グッドウッド     | セレクトS           | G3 | 芝10f   | 1着  | G.スターキー | 10馬身    | (Ozopulmin)         |
| 0000.10.05 | ロンシャン       | 凱旋門賞            | G1 | 芝2400m | 1着  | P.J.エデリー | 1 1/2馬身 | （Bering）          |
| 0000.11.01 | サンタアニタ     | ブリーダーズCターフ | GI | 芝12f   | 4着  | P.J.エデリー | 6 3/4馬身 | Manila              |

## 種牡馬時代
引退後はダルハムホールスタッドで日本円換算で総額約33億円の大型シンジケートが組まれて種牡馬入りしたが、1987年秋、不治の病で奇病とも言われるマリー病（肥大性肺性骨関節症）に蝕まれてしまう。この年イギリスでマリー病に罹患したサラブレッドはわずかに5頭であったが、よりにもよってその内の1頭が本馬であった。その後も種牡馬活動を続けていたものの、1988年生まれの初年度産駒がほとんど走らなかったことと、体調管理の難しさなどから1991年、ダルハムホールスタッドは早くも見切りをつけて売却を模索し始めた。その金額は、シンジケート総額よりも遥かに格安のものであった。
「ダンシングブレーヴが購入可能」と打診を受けた日本中央競馬会 (JRA) は購入を検討し、マリー病ゆえにJRAでも馬産地でも賛否両論乱立する激しい議論になったものの、最終的に購買を決断し1991年に日本へ輸入、日本軽種馬協会へ寄贈される事となった。ところが、その後、イギリスに残した産駒から、マリー病罹患後に種付けした世代にコマンダーインチーフやホワイトマズルなど活躍馬が続出し、欧州の関係者を「早すぎた日本への輸出」と嘆かせた。これについて「イギリスの一般紙が『早計な判断から起きた国家的な損失』と報じた」という話が日本ではよく知られている。これら産駒はいずれも日本に輸入され、中央競馬・地方競馬で活躍馬を出している。日本でもエリモシック、キョウエイマーチ、キングヘイロー、テイエムオーシャンなどを輩出し成功した。
その後も体調が不安定で、治療薬の副作用にも苦しみ、種牡馬生活は順調とは言い難いものであったが、空調を導入し馬房の温度管理を徹底したり、専属スタッフが傍らに常駐したりと、関係者の尽力もあって最晩年まで少ないながらも産駒を出し続けた。
1999年8月2日の早朝に体調が急変して死亡。その最期は、横になったらもはや立ち上がれないと悟っていたのか、病気の苦痛に耐えて最後まで4本の脚で踏ん張り立ち続け、そのまま息を引き取るという、見事な立往生であったという。
産駒の多くはマイルから中距離を中心に活躍し、父馬同様優れた瞬発力を武器にし、重馬場も苦にしない器用さも併せ持ち、欧州から輸入された種牡馬としては日本の軽い高速馬場への適性も比較的高いといえ、JRAで出走した195頭のうち112頭が勝ち上がり（勝馬率
57.4%）、延べ234勝（そのうち重賞25勝）、アーニングインデックス2.53となっている。しかし、その反面体質が弱い産駒も少なくなく、体調管理の難しさからレースにムラがあるという意見も多い。
なお、その後も母の父（ブルードメアサイアー）としてスイープトウショウやメイショウサムソンを出しているほか、コマンダーインチーフ、ホワイトマズル、キングヘイローといった後継種牡馬もGI競走優勝馬を輩出した。

### 代表産駒

#### 日本に輸出される前の生産馬
GI競走優勝馬のみ記載。*（アスタリスク）の付いた馬は日本輸入馬。
- 1990年産

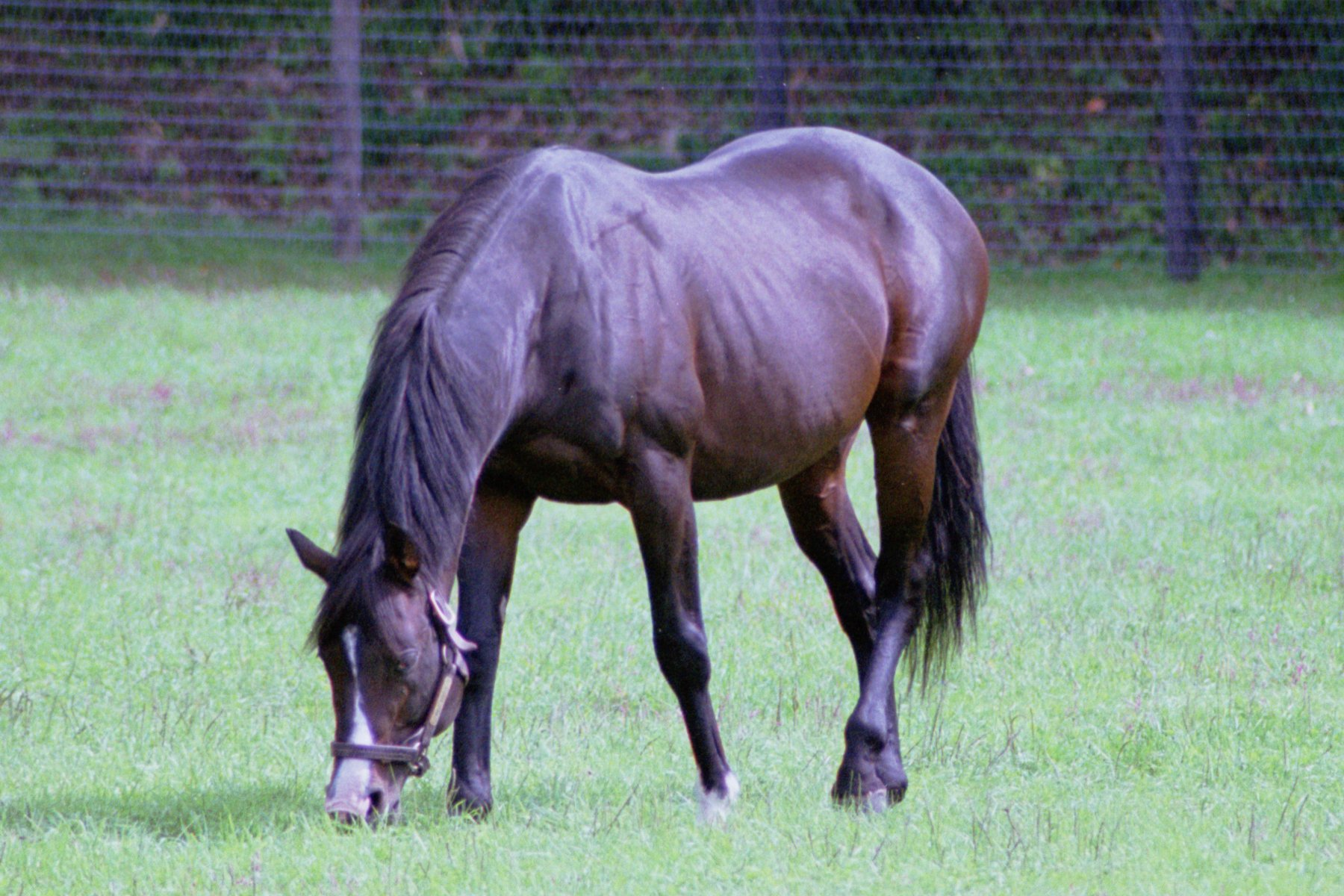
ホワイトマズル

  - * コマンダーインチーフ（エプソムダービー、アイリッシュダービー）[7]
  - ウィミスバイト / Wemyss Bight（アイリッシュオークス）[8]
  - イヴァンカ / Ivanka（フィリーズマイル）[9]
  - * ホワイトマズル（デルビーイタリアーノ）[10]
- 1991年産
  - チェロキーローズ / Cherokee Rose（スプリントカップ、モーリス・ド・ゲスト賞）[11]

#### 日本生産馬
- 1993年産
  - エリモシック（エリザベス女王杯）[12]
- 1994年産
  - キョウエイマーチ（桜花賞、4歳牝馬特別、ローズステークス、京都金杯、阪急杯）[13]
  - テイエムトップダン（毎日杯）[14]
- 1995年産
  - キングヘイロー（高松宮記念、中山記念、東京新聞杯、東京スポーツ杯3歳ステークス）[15]
  - レオリュウホウ（日経賞、セントライト記念）[16]
  - エイシンワンサイド（新潟ジャンプステークス）[17]
  - チアズニューパワー（新潟ジャンプステークス）[18]
- 1997年産
  - ジョウテンブレーヴ（マイラーズカップ、エプソムカップ、京阪杯、東京スポーツ杯3歳ステークス）[19]
- 1998年産
  - テイエムオーシャン（桜花賞、秋華賞、阪神3歳牝馬ステークス、札幌記念、チューリップ賞）[20]

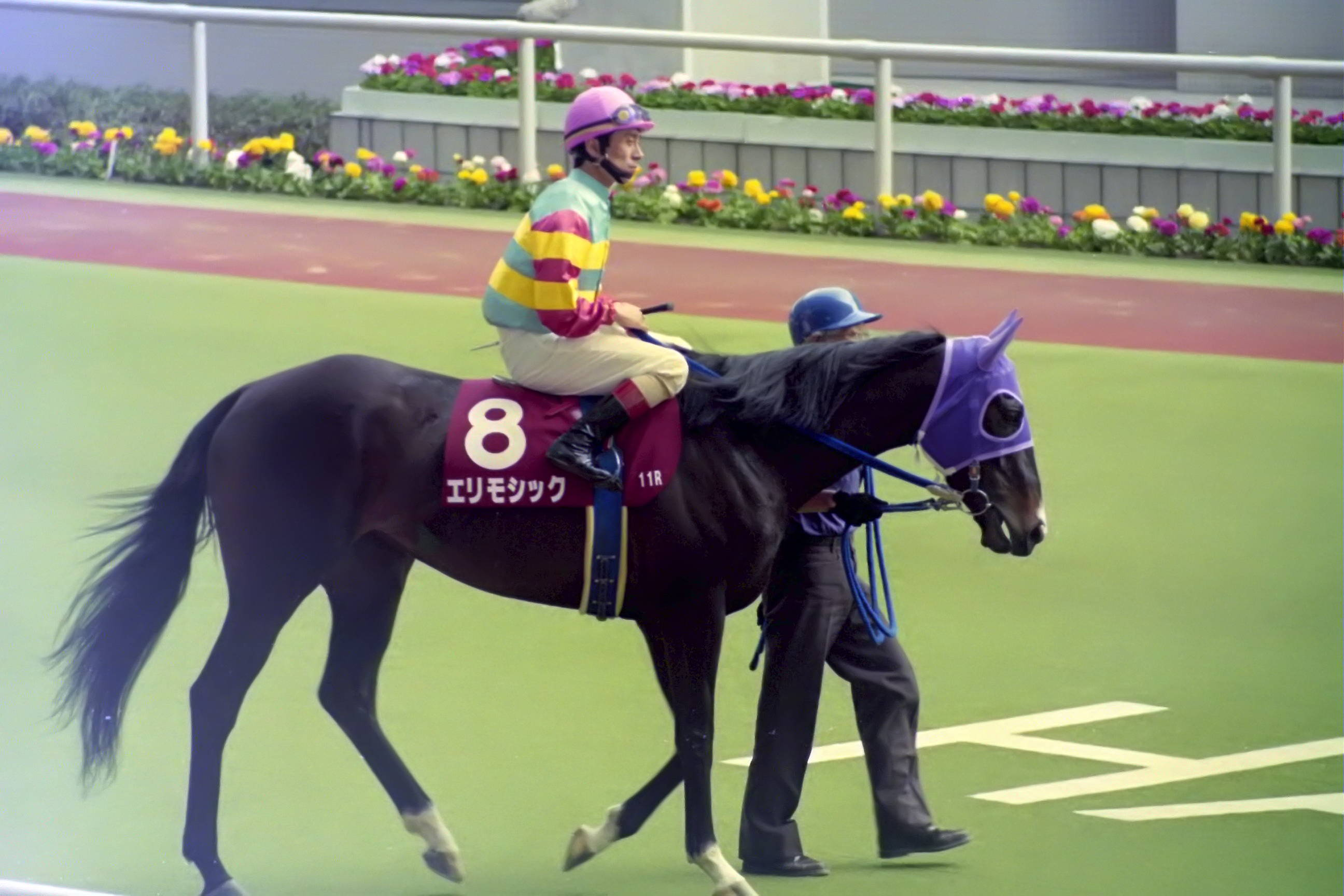
エリモシック
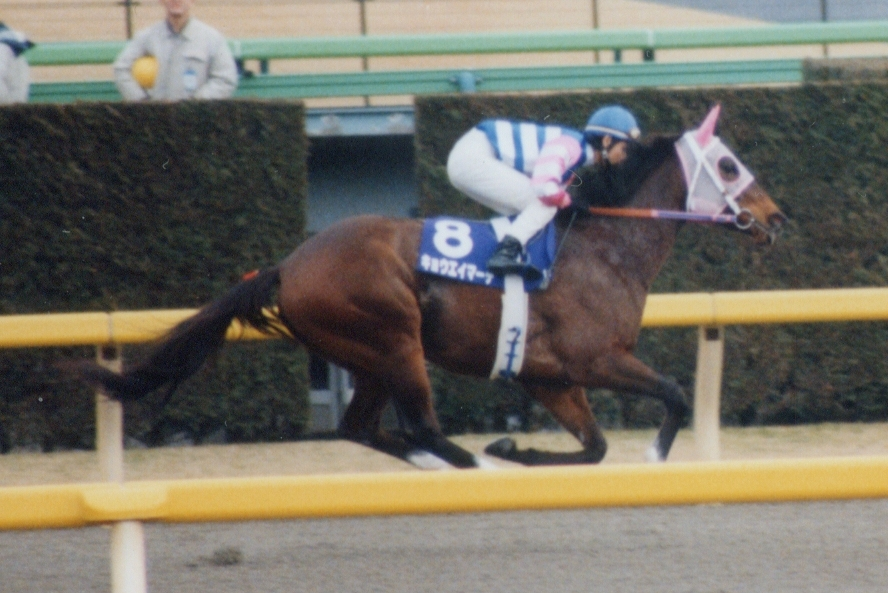
キョウエイマーチ
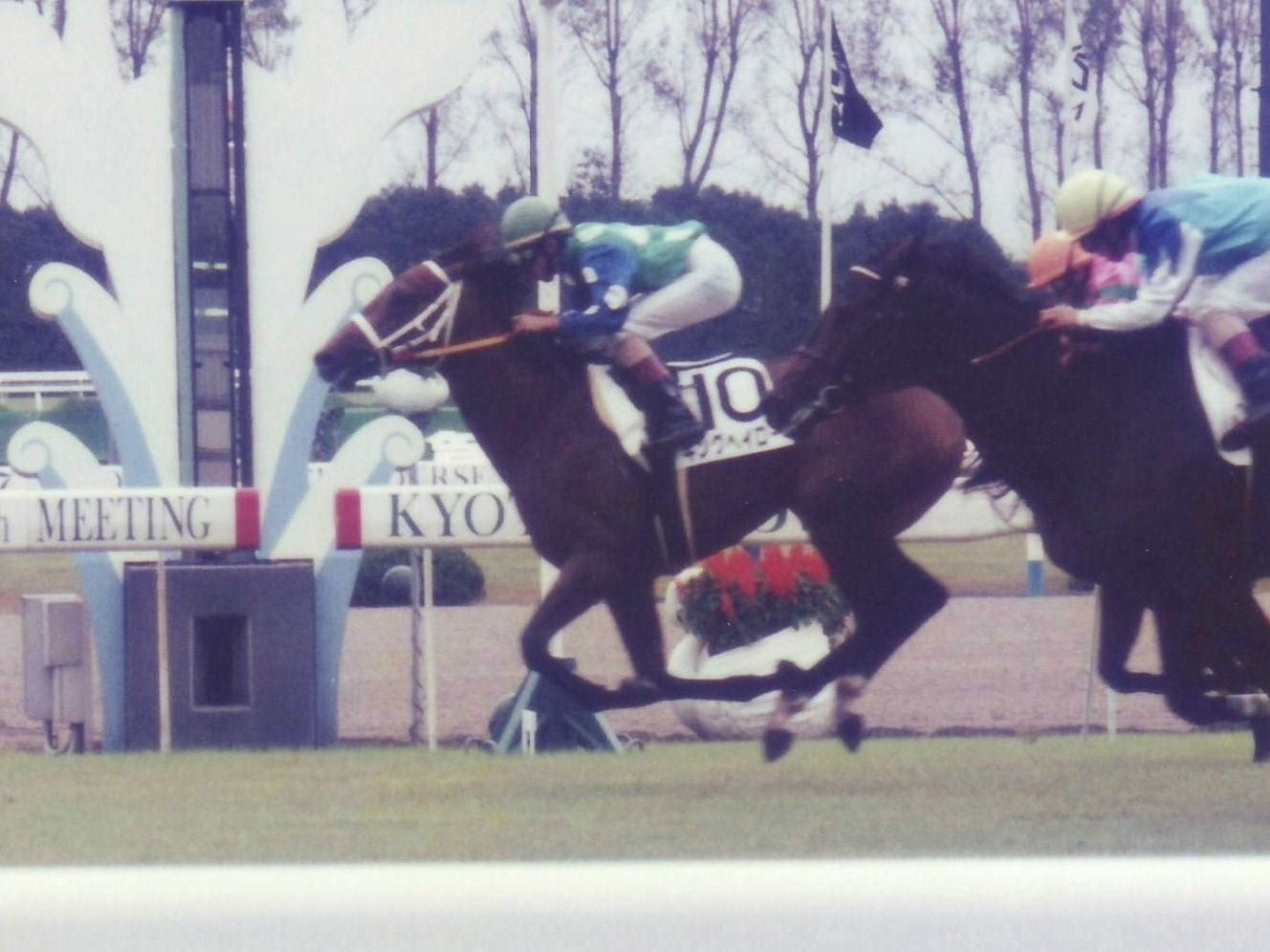
キングヘイロー

### 母の父としての代表産駒
太字はGI競走
- 1995年産
  - Robertico（ドイチェスダービー）[21]
  - Zomaradah（オークスイタリアーノ）[22]
- 1996年産
  - Mus-If（ナショナルステークス）[23]
- 1997年産
  - Millenary（セントレジャーステークス）[24]
  - Beat Hollow（パリ大賞典、ウッドフォードリザーブ・ターフクラシック、マンハッタンハンデキャップ、アーリントンミリオンステークス）[25]
  - Primo Valentino（ミドルパークステークス）[26]
- 1999年産
  - Zenda（プール・デッセ・デ・プーリッシュ）[27]
- 2000年産
  - Oasis Dream（ミドルパークステークス、ナンソープステークス、ジュライカップ）[28]
- 2001年産
  - スイープトウショウ（宝塚記念、エリザベス女王杯、秋華賞）[29]
- 2002年産
  - バトルブレーヴ（小倉サマージャンプ）
- 2003年産
  - メイショウサムソン（東京優駿、皐月賞、天皇賞・春、天皇賞・秋）[30]
- 2004年産
  - サンライズマックス（中日新聞杯、エプソムカップ、小倉大賞典）
  - トーセンクラウン（中山記念）
- 2005年産
  - ディアヤマト（兵庫ジュニアグランプリ）
- 2006年産
  - ネコパンチ（日経賞）
- 2007年産
  - リディル（デイリー杯2歳ステークス、スワンステークス）
- 2008年産
  - ビッグロマンス（全日本2歳優駿）[31]
  - Military Attack（シンガポール航空インターナショナルカップ、クイーンエリザベス2世カップ）[32]
- 2009年産
  - クラレント（デイリー杯2歳ステークスなど重賞6勝）
- 2010年産
  - レッドアリオン（マイラーズカップ、関屋記念）
  - サウンドリアーナ（ファンタジーステークス）
- 2011年産
  - サトノルパン（京阪杯）
- 2016年産
  - ホッコーメヴィウス（新潟ジャンプステークス2回、阪神ジャンプステークス、京都ジャンプステークス）

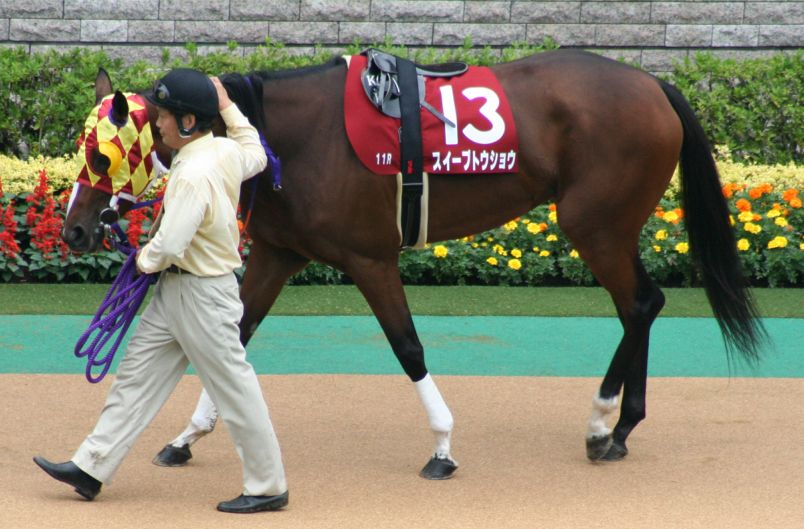
スイープトウショウ
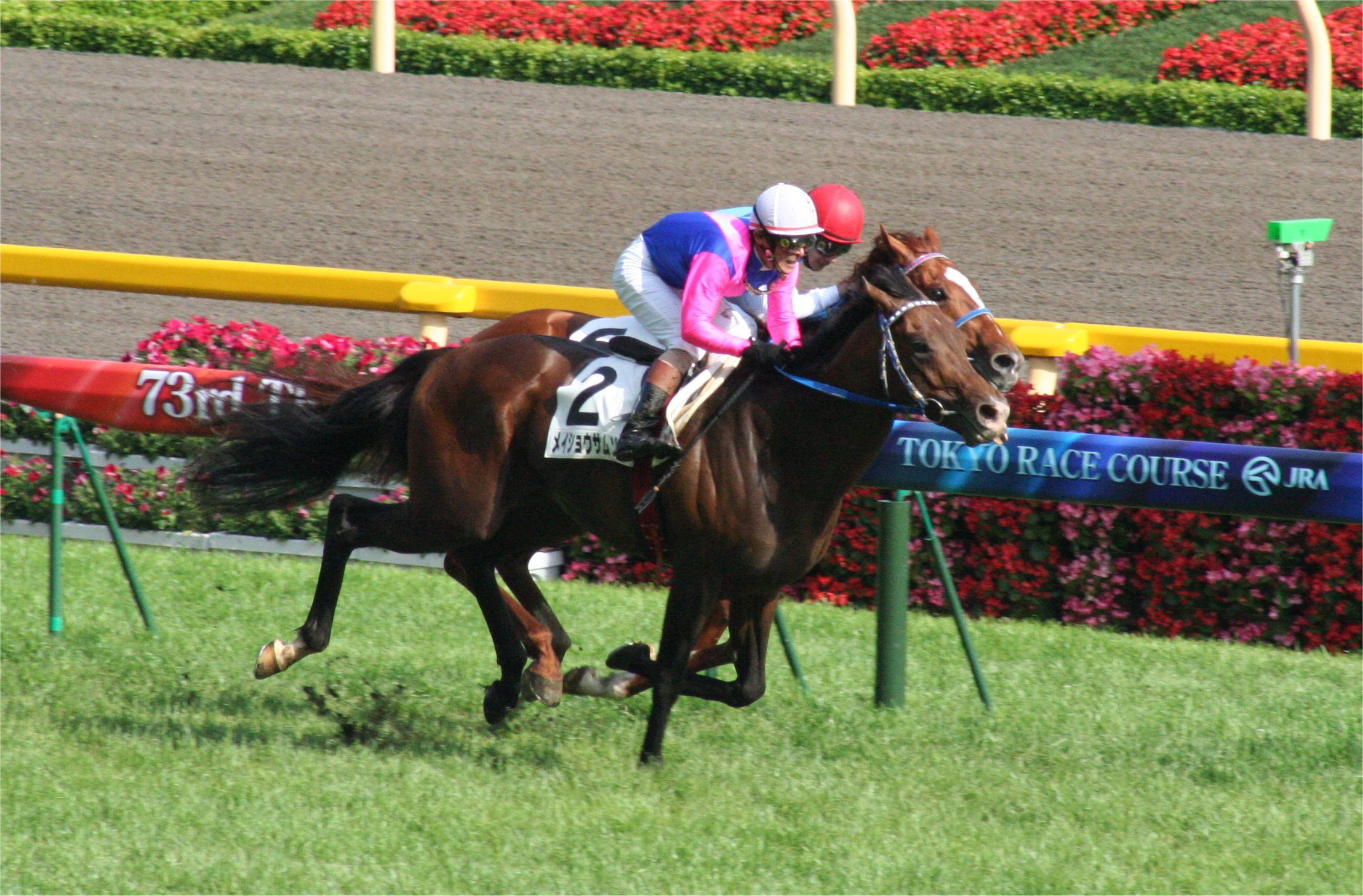
メイショウサムソン

## 血統表
| ダンシングブレーヴ (Dancing Brave)の血統（リファール系 / Mahmoud5×5=6.25%、Pharos(Fairway) 5×5=6.25% (父内) ） | ダンシングブレーヴ (Dancing Brave)の血統（リファール系 / Mahmoud5×5=6.25%、Pharos(Fairway) 5×5=6.25% (父内) ） | ダンシングブレーヴ (Dancing Brave)の血統（リファール系 / Mahmoud5×5=6.25%、Pharos(Fairway) 5×5=6.25% (父内) ） | （血統表の出典） | （血統表の出典） |
| 父 Lyphard 1969 鹿毛 アメリカ                                                                                  | 父の父Northern Dancer 1961 鹿毛 カナダ                                                                         | Nearctic | Nearco           | Nearco           |
| 父 Lyphard 1969 鹿毛 アメリカ                                                                                  | 父の父Northern Dancer 1961 鹿毛 カナダ                                                                         | Nearctic | Lady Angela      |                  |
| 父 Lyphard 1969 鹿毛 アメリカ                                                                                  | 父の父Northern Dancer 1961 鹿毛 カナダ                                                                         | Natalma | Native Dancer    | Native Dancer    |
| 父 Lyphard 1969 鹿毛 アメリカ                                                                                  | 父の父Northern Dancer 1961 鹿毛 カナダ                                                                         | Natalma | Almahmoud        |                  |
| 父 Lyphard 1969 鹿毛 アメリカ                                                                                  | 父の母Goofed 1960 栗毛 アメリカ                                                                                | Court Martial                                                                                                  | Fair Trial       | Fair Trial       |
| 父 Lyphard 1969 鹿毛 アメリカ                                                                                  | 父の母Goofed 1960 栗毛 アメリカ                                                                                | Court Martial                                                                                                  | Instanteneous    |                  |
| 父 Lyphard 1969 鹿毛 アメリカ                                                                                  | 父の母Goofed 1960 栗毛 アメリカ                                                                                | Barra | Formor           | Formor           |
| 父 Lyphard 1969 鹿毛 アメリカ                                                                                  | 父の母Goofed 1960 栗毛 アメリカ                                                                                | Barra | La Favorite      |                  |
| 母 Navajo Princess 1974 鹿毛 アメリカ                                                                          | 母の父Drone 1966 芦毛 アメリカ                                                                                 | Sir Gaylord | Turn-to          | Turn-to          |
| 母 Navajo Princess 1974 鹿毛 アメリカ                                                                          | 母の父Drone 1966 芦毛 アメリカ                                                                                 | Sir Gaylord | Somethingroyal   |                  |
| 母 Navajo Princess 1974 鹿毛 アメリカ                                                                          | 母の父Drone 1966 芦毛 アメリカ                                                                                 | Cap and Bells                                                                                                  | Tom Fool         | Tom Fool         |
| 母 Navajo Princess 1974 鹿毛 アメリカ                                                                          | 母の父Drone 1966 芦毛 アメリカ                                                                                 | Cap and Bells                                                                                                  | Ghazni           |                  |
| 母 Navajo Princess 1974 鹿毛 アメリカ                                                                          | 母の母Olmec 1966 栗毛 アメリカ                                                                                 | Pago Pago | Matrice          | Matrice          |
| 母 Navajo Princess 1974 鹿毛 アメリカ                                                                          | 母の母Olmec 1966 栗毛 アメリカ                                                                                 | Pago Pago | Pompilla         |                  |
| 母 Navajo Princess 1974 鹿毛 アメリカ                                                                          | 母の母Olmec 1966 栗毛 アメリカ                                                                                 | Chocolate Beau                                                                                                 | Beau Max         | Beau Max         |
| 母 Navajo Princess 1974 鹿毛 アメリカ                                                                          | 母の母Olmec 1966 栗毛 アメリカ                                                                                 | Chocolate Beau                                                                                                 | Otra F-No.3-d    |                  |

- 全妹にJolypha（ディアヌ賞、ヴェルメイユ賞優勝、サンタラリ賞2着など）、半弟に*ナヴァホバード（種牡馬。現役時不出走）がいる。
- 半妹Epirnayの孫バグパイプウィンドは、金盃勝ち馬。
- 祖母Olmecの曾孫メイショウベルーガは、日経新春杯、京都大賞典の勝ち馬。
- 曾祖母Chocolate Beauの曾孫タイセイブレーヴは、兵庫ジュニアグランプリの勝ち馬。